# Джарилгацька затока
Джарилга́цька зато́ка — затока Чорного моря між материковим берегом на півночі і островом Джарилгач на півдні. Є частиною Каркінітської затоки. Західна частина затоки називається Джарилгацькою бухтою. На сході протокою шириною до 10 км з'єднується із основною Каркінітською затокою.
Довжина — 70 км
Ширина — 6—20 км
Глибина — бл. 8 м
На материковому березі абразивні глинисті береги чергуються з низькими піщаними косами, південні береги — низькі, піщані.